# Conveniat
Conveniat (Eigenschreibweise: CONVENIAT, Latein für „zusammenkommen“) ist eine weltweite ökumenische Gemeinschaft von Funkamateuren in kirchlichen Diensten.

## Geschichte
Die Gemeinschaft, zwar kein Verein im juristischen, aber im allgemeinen Sinn, besteht seit 1961. Sie wurde von Johannes (Hans) Chmielus (1928–2015), Amateurfunkrufzeichen DJ1IJ/SK, gegründet, der ab 1966 Pfarrer in Salzgitter war. Dem Amateurfunkklub gehören etwa 200 Funkamateure an, die für die Kirche wirken oder gewirkt haben, wie beispielsweise Pfarrer, Pastorinnen, Organisten, Küster, Gemeindesekretärinnen, Kirchenvorsteherinnen oder Missionare.
Conveniat betreibt eigene Amateurfunk-Klubstationen. Dazu gehören DFØCON in Salzgitter und DLØOEK in Frensdorf. Es gibt eine Website (siehe auch: Weblinks). Webmaster ist Holger Gehrke, DJ3BU.
Der Freundeskreis veranstaltet regelmäßige Jahrestreffen, so in den Jahren 2024 und 2025, jeweils kurz nach Ostern, im Kloster Amelungsborn, einer ehemaligen Zisterzienser-Abtei und heute ein evangelisches Kloster im Zentrum des Weserberglands (siehe auch: Fotofolge unter Weblinks). Ende Juni kann man Conveniaten, wie sie sich selbst nennen, auch auf der Amateurfunkmesse Ham Radio in Friedrichshafen am Bodensee begegnen.
Conveniat gibt ein eigenes Amateurfunkdiplom heraus. Neben der unter Funkamateuren weltweit gebräuchlichen Amateurfunk-Abkürzung „73“, die „Viele Grüße“ bedeutet, nutzen Conveniaten auch das Kürzel „76“ mit der Bedeutung „Gottes Segen“.